# Eric Berne

Eric Berne (1969)

Eric Berne (* 10. Mai 1910 in Montreal als Eric Lennard Bernstein; † 15. Juli 1970 in Monterey, Kalifornien) war ein kanadisch-US-amerikanischer Psychiater. Berne entwickelte die Transaktionsanalyse als psychotherapeutisches Verfahren, das er aus der Psychoanalyse ableitete.

## Leben
Berne war das erste Kind des Mediziners David Bernstein († 1921) und der Journalistin Sara Gordon Bernstein. Das kanadische Ehepaar hatte ein zweites Kind namens Grace (* 1914). Eric Berne studierte Medizin an der McGill University in Montreal, wo er 1931 graduierte und 1935 promoviert wurde. Während des Studiums schrieb er unter Pseudonymen für Studentenzeitungen. Nach dem Abschluss nahm er ein Praktikum in Psychiatrie an der Yale University auf, wo er Psychoanalyse bei Paul Federn studierte. Berne beendete seine Ausbildung 1938 und nahm 1939 die amerikanische Staatsbürgerschaft an. 1943 änderte er seinen Namen in Eric Berne.
Während des Zweiten Weltkriegs diente Berne bei einer medizinischen Einheit der US-Armee. Er verließ die Armee 1945 im Range eines Majors. Nach dem Krieg setzte er seine Studien bei Erik Erikson in
San Francisco fort.
Eric Berne war von 1942 bis 1945 in erster Ehe mit Ruth Harvey (eine Tochter, ein Sohn), in  zweiter Ehe von 1949 bis 1964 mit Dorothy DeMass Way (zwei Söhne) und in dritter Ehe von 1967 bis 1970 mit Torre Peterson verheiratet.
Am 15. Juli 1970 verstarb er in einem Krankenhaus in Monterey im Alter von 60 Jahren an einem Herzinfarkt.
Er wurde auf  der El Carmelo Cemetery in Pacific Grove, Monterey County, Kalifornien begraben.

## Psychiatrisches Werk

### Projekt Intuition
Berne beschäftigte sich zehn Jahre mit Intuition im diagnostischen Prozess. Sein Interesse dafür entstand, als er in der Position eines Armee-Psychiaters die Akten tausender Armee-Entlassener zu bearbeiten hatte und dabei zu seiner eigenen Unterhaltung ein kleines Spiel erprobte: Er stellte den Männern die Fragen „Sind Sie nervös?“ und „Waren Sie schon einmal bei einem Psychiater?“ und versuchte, aus den Antworten den Beruf des Betreffenden zu erraten. Besonders bei Mechanikern und Bauern lag er richtig. Die Erfahrungen und Entdeckungen, die er dabei machte, schrieb er in einer Reihe von Aufsätzen zum Thema Intuition nieder. Die Arbeiten führten zum Konzept der Transaktionsanalyse.

### Konzept Transaktionsanalyse
Als Arzt hatte Berne gelernt, Psycho-Pathologisches zu diagnostizieren, seine Patienten aus dem Blickwinkel der Psychiatrie einzuordnen und ihnen allein auf Grund seiner ärztlichen Position vorzuschreiben, wie sie sein sollten. Es war ihm ungewohnt und passte auch nicht zu seiner vorgeschriebenen Rolle, seiner unmittelbaren Wahrnehmung zu vertrauen und sie entsprechend in seine praktische Arbeit einzubeziehen. An diesem Punkt hörte er auf, „die alte Melodie zu paraphrasieren,“ und begann, „den Patienten richtig zuzuhören“. So konnte er seine Erkenntnisse über Intuition in die therapeutische Arbeit integrieren. Statt die Begriffe und Kategorien des gelernten Psychiaters anzuwenden und jemanden zum Beispiel zum schweren Fall latenter Homosexualität oder zu einem paranoiden Schizophrenen zu erklären, stimmte er sich ganz auf die betreffende Person ein und machte sich mit Hilfe seiner Intuition ein Bild von ihr.

### Entdeckung der Ich-Zustände
Schließlich entdeckte Berne, dass in jedem Menschen ein ego image aus der Kindheit stecke. Er nannte die ego images Ich-Zustände (ego states). Später unterschied er den Ich-Zustand aus der Kindheit vom Ich-Zustand des Erwachsenen, den die betreffende Person nach außen hin darstellt und der für den Außenstehenden am deutlichsten sichtbar ist. Berne unterschied zwei Ich-Zustände des Erwachsenen: einen, den er das Erwachsenen-Ich (adult ego state) nannte und als rational einordnete, und einen zweiten, nicht notwendigerweise rationalen, das Eltern-Ich (parent ego state), das er als von den Eltern abgeleitet auffasste.

### Ego imageals Basiskonzept
In der Folge nutzte er das ego image in seiner therapeutischen Praxis. Er konnte feststellen, dass er mit seinen unmittelbaren Erkenntnissen (Intuitionen) zu den Gefühlen und Erfahrungen seiner Patienten eine viel wirksamere und hilfreichere Beziehung aufbaute als durch diagnostische Begriffe, wie er es als Psychiater bislang gewohnt war. Es gelang ihm, bei jedem Patienten ein ego image zu erfassen, das sich auf dessen Kindheit bezog. So konnte er in jede Anamnese schrittweise die Selbstbilder des Patienten als Kind einbeziehen. Die Kindheits-Selbstbilder der Patienten lassen sich gemäß Berne durch wenige Worte umreißen, etwa „Ein kleines blondes Mädchen steht vor einem umzäunten Garten voller Gänseblümchen“ bei einer Frau oder „ein Junge auf dem Beifahrersitz, während sein Vater mit Höchstgeschwindigkeit fährt“ bei einem Mann.

### Vervollständigte Theorie
Berne setzte seine Beobachtungen bei Patienten fort und gewann immer mehr Abstand von den Inhalten seiner früheren Ausbildung. Er entdeckte die Bedeutung von Streicheleinheiten und Zeitstrukturierung und beobachtete Transaktionen, Spiele, Zeitvertreib und schließlich Skripts. Gegen Ende der 1960er Jahre war seine Theorie fast vollständig entwickelt. Er verzichtete schließlich ganz auf die übliche psychiatrische Diagnose. Gemäß einem Witz von ihm über die Art und Weise, in der Personen diagnostiziert werden, bezeichnet man sie als passiv-abhängig, wenn sie weniger und als Soziopathen, wenn sie mehr Initiative zeigen als der Therapeut. Theoretisch blieb Berne immer mit der Psychoanalyse verbunden; mit den Jahren verlor sie für sein Denken jedoch an Bedeutung. In seiner Gruppenarbeit hatte sie schließlich gar keine Bedeutung mehr.

### Konzept menschlichen Verhaltens und der Heilung
Ursprünglich war er der Meinung, dass die Transaktionsanalyse lediglich helfen könne, zwischenmenschliches Verhalten besser zu steuern (social control), d. h. das Ausagieren zu steuern, wohingegen die Psychoanalyse die echte therapeutische Arbeit zu leisten imstande sei. Allmählich kam er zu der Ansicht, dass die Transaktionsanalyse bei der Heilung des Patienten die Hauptrolle spiele und lediglich der schwierige Vorgang der Skriptanalyse psychoanalytischer Technik vorbehalten sei. Schließlich führte er auch die Skriptanalyse ohne psychoanalytische Methoden aus. Sein psychoanalytischer Hintergrund wurde nur noch bei gelegentlichen Falldarstellungen erkennbar.

### Therapie gestörter Sexualität
In seiner Vorlesungsreihe zu Spielarten und Spielregeln der Liebe stellt Berne die Partnerbeziehung zwischen Mann und Frau von verschiedenen Seiten als ein Kind-Kind-Verhältnis dar. Er warnt vor sexuellen Kontakten mit Minderjährigen, beklagt das häufige Übergehen sexueller Empfindungen in Aggressionen und Krieg und postuliert als Heilmittel dafür ein Konkurrieren um die beste Sorge für die Nachkommen.

## Nachwirkung
Der am 2. Januar 2000 entdeckte Asteroid (23110) Ericberne wurde im August 2001 nach ihm benannt.

## Veröffentlichungen
- The mind in action. Simon & Schuster, New York 1947.
- A Layman’s Guide to Psychiatry and Psychoanalysis. Grove Press, New York 1957 (starke Überarbeitung von The mind in action).
  - Sprechstunden für die Seele: Psychiatrie und Psychoanalyse verständlich gemacht. Deutsch von Wolfram Wagmuth. Rowohlt, Reinbek bei Hamburg 1970, ISBN 3-498-00427-1.
- Transactional Analysis in Psychotherapy: A Systematic Individual and Social Psychiatry. Grove Press, New York 1961.
  - Die Transaktionsanalyse in der Psychotherapie. Übersetzt aus dem Amerikanischen von Ulrike Müller. Junfermann, Paderborn 2001, ISBN 3-87387-423-7.
- The Structure and Dynamics of Organizations and Groups. Grove Press, New York 1963.
  - Struktur und Dynamik von Organisationen und Gruppen. Die Übersetzung aus dem Amerikanischen besorgte Wolfram Wagmuth. Kindler, München 1978, ISBN 3-463-02201-X.
- Games People Play: The Psychology of Human Relationship. Grove Press, New York 1964.
  - Spiele der Erwachsenen: Psychologie der menschlichen Beziehungen. Deutsch von Wolfram Wagmuth. Rowohlt, Reinbek bei Hamburg 1967; Neuauflage: 2002, ISBN 3-499-61350-6.
- Principles of Group Treatment. Oxford University Press, New York 1966.
  - Grundlagen der Gruppenbehandlung: Gedanken zur Gruppentherapie & Interventionstechniken. Aus dem Amerikanischen von Ulrike Müller. Junfermann, Paderborn 2005, ISBN 978-3-87387-424-4.
- Sex in Human Loving. Simon & Schuster, New York 1970, ISBN 0-671-20771-7.
  - Spielarten und Spielregeln der Liebe: Psychologische Analyse der Partnerbeziehung. Aus dem Amerikanischen übertragen von Edelgard und Gerd Stöhr. Rowohlt, Reinbek bei Hamburg 1994, ISBN 3-499-16848-0.
- What Do You Say After You Say Hello? The psychology of human destiny. Grove Press, New York 1972, ISBN 0-394-47995-5.
  - Was sagen Sie, nachdem Sie „Guten Tag“ gesagt haben? Psychologie des menschlichen Verhaltens. Kindler, München 1975, ISBN 3-463-02192-7.
- Intuition and Ego States: The Origins of Transactional Analysis. A Series of Papers. Ta Press, San Francisco 1977, ISBN 0-89489-001-8.
- The Happy Valley; 1968, Random House Publisher, ISBN 0-394-47562-3.
- A Montreal Childhood; 2010, Seville (Spain), Editorial Jeder. ISBN 978-84-937032-4-0.
- Transaktionsanalyse der Intuition: Ein Beitrag zur Ich-Psychologie. Aus dem Amerikanischen von Anthony Young und Ulrich Henzel-Winterfeld. Junfermann, Paderborn 1991, ISBN 3-87387-003-7.